# 贝尼萨内特
贝尼萨内特，是西班牙加泰罗尼亚塔拉戈纳省的一个市镇。总面积23平方公里，总人口1053人（2001年），人口密度46人/平方公里。